# Ginástica rítmica nos Jogos Pan-Americanos de 2011 - Grupo geral
A competição do grupo geral foi um dos eventos da ginástica rítmica nos Jogos Pan-Americanos de 2011. Foi disputada no Complexo Nissan de Ginástica no dia 16 de outubro.

## Calendário
Horário local (UTC-6).
| Data          | Horário | Fase                    |
| ------------- | ------- | ----------------------- |
| 16 de outubro | 16:00   | 5 bolas                 |
| 16 de outubro | 17:00   | 3 fitas + 2 arcos Final |

## Medalhistas
|  | BRA Brasil                                                                            |  | CAN Canadá                                                                                       |  | CUB Cuba                                                                              |
|  | Dayane Amaral Débora Falda Luisa Matsuo Bianca Mendonça Eliane Sampaio Drielly Daltoe |  | Katrina Cameron Rose Cossar Alexandra Landry Anastasiya Muntyanu Anjelika Reznik Kelsey Titmarsh |  | Maydelis Delgado Zenia Fernández Lianet José Martha Pérez Yeney Renovales Legna Savón |

## Resultados
| Pos.              | País | 5          | 3 + 2      | Total  |
| ----------------- | --- | ---------- | ---------- | ------ |
| Medalha de ouro   | BRA Brasil Dayane Amaral Débora Falda Luisa Matsuo Bianca Mendonça Eliane Sampaio Drielly Daltoe             | 25.100 (1) | 23.475 (3) | 48.575 |
| Medalha de prata  | CAN Canadá Katrina Cameron Rose Cossar Alexandra Landry Anastasiya Muntyanu Anjelika Reznik Kelsey Titmarsh  | 24.450 (2) | 23.500 (2) | 47.950 |
| Medalha de bronze | CUB Cuba Maydelis Delgado Zenia Fernández Lianet José Martha Pérez Yeney Renovales Legna Savón               | 23.600 (4) | 23.575 (1) | 47.175 |
| 4                 | USA Estados Unidos Jessica Bogdanov Megan Frohlich Aimee Gupta Michelle Przybylo Sofya Roytburg Sydney Sachs | 23.600 (3) | 23.225 (4) | 46.825 |
| 5                 | VEN Venezuela Grisbel López Leiyineth Medrano Andrea Myerston Michelle Sánchez Neira Segura Nathalia Silva   | 22.500 (5) | 20.725 (5) | 43.225 |